# Camille Bardou
Pour les articles homonymes, voir Bardou.
Camille Bardou est un acteur français né le 24 août 1872 à Fresnay-sur-Sarthe (France), mort le 8 juin 1941 à Créteil (France).
Depuis le 13 mai 2017, la médiathèque de Fresnay-sur-Sarthe, sa ville de naissance, porte le nom de « médiathèque Camille-Bardou ».

## Filmographie
- 1904 : Le Règne de Louis XIV de Vincent Lorant-Heilbronn : Mazarin
- 1907 : Nick Carter, le roi des détectives de Victorin Jasset - tourné en 6 épisodes
- 1908 : Riffle Bill, le roi de la plaine / La main clouée de Victorin Jasset
- 1908 : Riffle Bill, le roi de la plaine / L'attaque du courrier de Victorin Jasset
- 1908 : Riffle Bill, le roi de la plaine / L'enlèvement de Victorin Jasset
- 1908 : Riffle Bill, le roi de la plaine / Le fantôme du placer de Victorin Jasset
- 1908 : Riffle Bill, le roi de la plaine / Riffle Bill pris au piège de Victorin Jasset
- 1909 : Les Merveilleux Exploits de Nick Carter de Victorin Jasset - tourné en 10 épisodes
- 1909 : Le Vautour de la sierra de Victorin Jasset - tourné en 3 épisodes
- 1909 : Rédemption de Victorin Jasset
- 1909 : Les Mystères de Paris de Victorin Jasset
- 1909 : Les Deux Amies de Victorin Jasset
- 1911 : Zigomar, roi des voleurs de Victorin Jasset
- 1911 : L'Honneur du nom de Victorin Jasset
- 1911 : Zigomar de Victorin Jasset
- 1912 : Tom Butler de Victorin Jasset
- 1912 : Bandits en automobile - Épisode : La bande de l'auto grise de Victorin Jasset
- 1912 : Bandits en automobile - Épisode : Hors-la-loi de Victorin Jasset
- 1912 : Zigomar contre Nick Carter de Victorin Jasset - tourné en 4 épisodes
- 1912 : Au pays des ténèbres ou Au pays des ténèbres : La mine, court métrage de Victorin Jasset
- 1913 : Le Collier de Kali de Victorin Jasset : Dour
- 1913 : Trompe la mort / Vautrin de Charles Krauss
- 1913 : Bagnes d'enfants d'Émile Chautard
- 1913 : L'Assaut de la terre de Victorin Jasset
- 1913 : Balaoo ou Des pas au plafond (Balaoo) de Victorin Jasset : Le braconnier Hubert
- 1913 : Le Mauvais Génie de Victorin Jasset
- 1913 : Zigomar peau d'anguille / La résurrection de Zigomar de Victorin Jasset
- 1913 : Protéa de Victorin Jasset : Le policier
- 1913 : Destin tragique / Haine de femme de Victorin Jasset
- 1913 : Dans la fournaise de Victorin Jasset
- 1914 : Protéa II ou Protéa et l'auto infernale de Joseph Faivre
- 1914 : L'Indépendance de la Belgique en 1830 d'Émile Chautard
- 1914 : Le Faiseur de fous d'Émile Chautard
- 1914 : Le Mystère de Coatserho d'Émile Chautard
- 1916 : La Course à la mort (Protéa III) de Joseph Faivre
- 1916 : Paris pendant la guerre de Henri Diamant-Berger - tourné en 4 épisodes
- 1916 : L'Aventurier de Gérard Bourgeois
- 1916 : Alsace de Henri Pouctal : Monsieur Schwartz
- 1917 : Protéa IV ou Les mystères du château de Malmort de Gérard Bourgeois
- 1919 : Suzanne et les Brigands de Charles Burguet
- 1919 : Mea Culpa de Georges Champavert : Janiquet
- 1920 : Gosse de riche de Charles Burguet : Gonfaron
- 1920 : Le Chevalier de Gaby de Charles Burguet: Le truand
- 1920 : L'Angoissante Aventure de Jacob Protozanoff
- 1920 : Marie la gaité de Jean Durand : Le tonkinois
- 1921 : L'Essor de Charles Burguet (10 000 m, diffusé en 10 épisodes) - Mme Lefranc- tourné en 10 épisodes : Garoupe
- 1921 : Marie chez les loups de Jean Durand : Le banquier de Lhers
- 1922 : Les Mystères de Paris de Charles Burguet - tourné en 12 épisodes : Le chourineur
- 1922 : Marie chez les fauves de Jean Durand
- 1922 : La Bâillonnée - Épisode 1: Entre deux haines de Charles Burguet : Paturet
- 1922 : La Bâillonnée - Épisode 2: La nuit douloureuse de Charles Burguet : Paturet
- 1922 : La Bâillonnée - Épisode 3: Les sans pitié de Charles Burguet : Paturet
- 1922 : La Bâillonnée - Épisode 4: Le guet-apens de Charles Burguet : Paturet
- 1922 : La Bâillonnée - Épisode 5: L'impossible amour de Charles Burguet : Paturet
- 1922 : La Bâillonnée - Épisode 6: Un drame en mer de Charles Burguet : Paturet
- 1922 : La Bâillonnée - Épisode 7: Le droit de la mer de Charles Burguet: Paturet
- 1922 : La Fille sauvage de Henri Étiévant - tourné en 12 épisodes : Brown
- 1923 : La Mendiante de Saint-Sulpice de Charles Burguet : Servais-Duplat
- 1923 : La Guitare et le Jazz-band de Gaston Roudès : Portereau
- 1923 : Le Crime des hommes de Gaston Roudès : Le costaud
- 1923 : Le Brasier ardent de Ivan Mosjoukine et Alexandre Volkoff : Le président du club
- 1924 : La Joueuse d'orgue de Charles Burguet : Claude Grivot
- 1924 : Faubourg Montmartre de Charles Burguet : Gennaro
- 1924 : L'Affiche de Jean Epstein : Le directeur et père de Richard
- 1924 : Le Lion des Mogols de Jean Epstein : Le banquier Morel
- 1924 : Les Ombres qui passent d'Alexandre Volkoff : Le baron Ionesco
- 1925 : Barocco de Charles Burguet : Le professeur Latouche
- 1925 : Le Double Amour de Jean Epstein : Le baron de Curgis
- 1925 : Les Aventures de Robert Macaire de Jean Epstein : Verduron
- 1926 : La Fille des pachas de Joë Hamman et Adrien Caillard
- 1926 : Martyre de Charles Burguet : Sir Elie Drake
- 1926 : Jim la Houlette, roi des voleurs de Nicolas Rimsky et Roger Lion: Monsieur Bretonneau
- 1926 : La Lueur dans les ténèbres (ou Renaître) de Maurice Charmeroy : Le docteur Devillers
- 1927 : Casanova de Alexandre Volkoff
- 1928 : Une femme a passé de René Jayet : Grignard
- 1928 : Amour en perdition (Les Capes noires) de Gennaro Dini
- 1928 : La Passion de Jeanne d'Arc de Carl Theodor Dreyer
- 1929 : Le Meneur de joies de Charles Burguet
- 1929 : Papoul ou l'Agadadza de Marc Allégret - moyen métrage
- 1929 : Une vieille histoire de Gaston Biard - court métrage
- 1930 : Le Capitaine Jaune de A. W. Sandberg
- 1931 : Les Vagabonds magnifiques de Gennaro Dini : Dick
- 1932 : La Voix qui meurt de Gennaro Dini
- 1934 : L'Espionne du palace de Gaston Jacquet et René Rufli - court métrage
- 1934 : L'Enfant du carnaval : Le notaire